# Mangkunegara V
Mangkunegara V (Surakarta, 16 aprile 1855 – Surakarta, 2 ottobre 1896) è stato un sovrano indonesiano.
Fu il quinto principe di Mangkunegaran.

## Biografia

### I primi anni
Nato Gusti Sunita, era figlio di Mangkunegara IV e della sua seconda consorte, Dunuk. Suo fratello maggiore, Prabu Sudibya, preparato da Mangkunegara IV in persona per succedere un giorno al suo stesso trono, morì ancora adolescente, venendo quindi sostituito dal fratello minore.

### Il regno
Alla morte del padre nel 1885, gli succedette come principe di Mangkunegaran. Per quanto il suo regno sia stato relativamente breve, egli proseguì da subito la politica agricola inaugurata da suo padre, ma la situazione apparve da subito molto precaria: gli zuccherifici di proprietà dello stato, infatti, avevano recentemente subito un forte deficit di bilancio e di conseguenza ne risentì l'intera industri dello zucchero indonesiana.
Mangkunegara V nel 1885 cercò da subito di trovare un prestito dai Paesi Bassi attraverso il residente olandese a Surakarta, ma questo gli venne rifiutato dal momento che il governo olandese non era sicuro sul ritorno di denaro che ne sarebbe derivato e dal fatto che lo stesso Mangkunegara V non aveva fornito garanzie sull'operazione. I Paesi Bassi ad ogni modo proposero di valutare la questione finanziaria del principato con una commissione apposita nominata dal residente, comprendente oltre ai membri della famiglia reale anche i politici della residenza coloniale locale.
La commissione così nominata, avrebbe però quasi certamente preso piede col tempo ed avrebbe iniziato a sovrintendere agli affari finanziari del regno, alla gestione della terra agricola ed ai beni appartenenti al principato. Mangkunegara V respinse quindi l'idea di una commissione temendo che lo avrebbe privato di ulteriori poteri sul suo stato. Mangkunegara V venne sostenuto in questo dal primo ministro Raden Tumenggung Jaya Sarosa, che già era stato consigliere di Mangkunegara IV.
Morì il 2 ottobre 1896 durante un incidente nella foresta di Kethu, all'età di 41 anni. Venne succeduto dal fratello minore Dayaningrat che salì al trono col nome di Mangkunagara VI.

## La promozione delle arti
Mangkunagara V fu un grande amanti delle arti dello spettacolo ed in particolare della danza, sostenuto in questo da attenti istruttori di danza e coreografi affidabili che operavano a corte sin dai tempi di suo padre. Egli recuperò molte delle danze classiche indonesiane, ne promosse lo studio e la nuova diffusione.